# Ranchito de Ruano
Ranchito de Ruano är en ort i kommunen Polotitlán i delstaten Mexiko i Mexiko. Samhället hade 158 invånare vid folkräkningen 2020.